# Муинилунга
Муинилунга (на английски: Mwinilunga, на местния диалект Мвинилунга) е град в Северна Замбия. Намира се в Северозападната провинция на надморска височина около 1400 m., близо до границата с Ангола и Демократична република Конго. Отстои на 290 km северозападно от провинциалния център Солуези. Шосеен транспортен възел. В района се отглеждат царевица, фъстъци, фасул, ананаси, и просо. Населението му е 15 704 жители през 2010 г.